# The Lady Is a Tramp

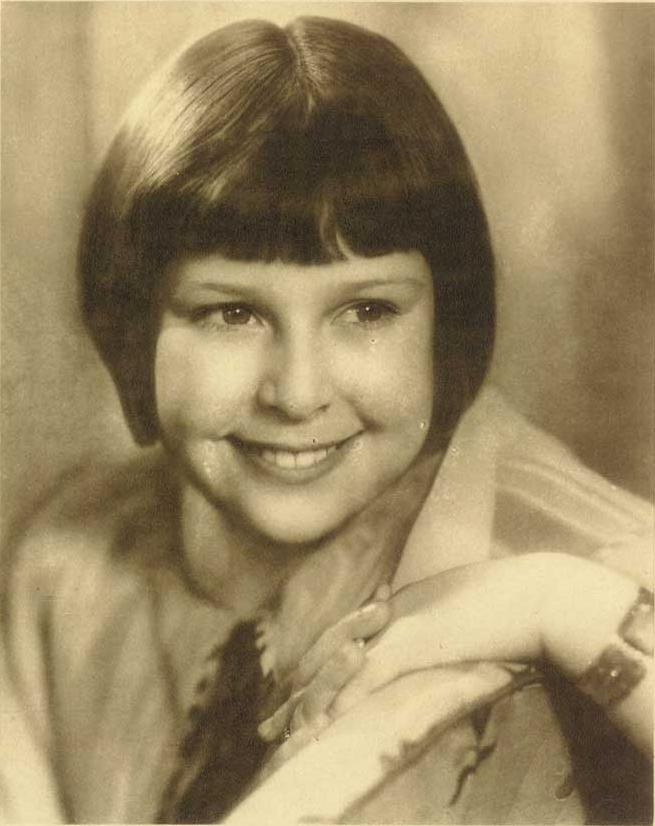
Mitzi Green nazpívala původní verzi této písně v roce 1937

„The Lady Is a Tramp“ je přezpívaná píseň z roku 2011, kterou nazpíval Tony Bennett společně s Lady Gaga pro album Duets II z roku 2011. Původní verze je z roku 1937, kterou tehdy nazpívala 17letá Mitzi Green.
Píseň se dostala do Top 40 v japonské hudební příčce. Píseň byla velice kladně přijata a někteří čekali, že Gaga po tomto úspěchu vydá jazzové album, které bylo opravdu po třech letech vydáno – Cheek to Cheek.

## Hudební video
Video zachycuje Benneta a Gagu, jak společně zpívají tento song v nahrávacím studiu. Tento videoklip byl velice kladně přijat a na videoportálu YouTube má k roku 2020 přes 30 milionů zhlédnutí.

## Umístění na žebříčcích
| HUdební chart                     | Nejvyšší umístění |
| --------------------------------- | ----------------- |
| Belgie                            | 16                |
| Itálie                            | 50                |
| Japonsko                          | 33                |
| Spojené království                | 188               |
| US Bubbling Under Hot 100 Singles | 21                |
| US Jazz Singles                   | 1                 |